# Antoni Troczewski
Antoni Fortunat Marian Troczewski (ur. 1 czerwca 1861 w Łomży, zm. 22 września 1928 w Kutnie) – polski lekarz, działacz społeczny i polityczny.

## Życiorys
Syn Antoniego i Dionizy z Barańskich. Był członkiem Ligi Polskiej i Ligi Narodowej. Żonaty z Lubomirą z Piaseckich. Do Kutna przybył w 1891 roku. Początkowo pracował jako wolontariusz, jako lekarz nieetatowy, a następnie został dyrektorem szpitala św. Walentego. Dzięki reorganizacji podjętej przez doktora Troczewskiego szpital stał się wkrótce jedną z najlepszych placówek w Królestwie Kongresowym. Szpital zyskał oddziały chirurgiczny, ginekologiczno – położniczy i zakaźny. Dobudowano także pawilon z przeznaczeniem na dom starców.
Doktor Troczewski był nie tylko doskonałym praktykiem, napisał także kilka prac naukowych, organizował w Kutnie zjazdy lekarskie oraz zgromadził doskonały zespół siedmiu lekarzy. Wśród pacjentów zyskał wielką popularność jako wspaniały człowiek oraz orędownik bezpłatnego lecznictwa szpitalnego. Pracę dla ludzi uważał za życiowe posłannictwo. Po przybyciu do Kutna początkowo spotkał się z brakiem zrozumienia, ale potrafił pobudzić lokalną społeczność do działania. Z jego inicjatywy wybudowano Strażacki Dom Dochodowy przy ul. Teatralnej (obecnie Centrum Teatru Muzyki i Tańca przy placu Zduńskim), powołano do życia pierwszą w Kutnie szkołę średnią – Szkołę Realną Polskiej Macierzy Szkolnej (szkoła przekształcona później w LO im J.H. Dąbrowskiego, znajduje się w budynku z lat 60. XX wieku, kilkadziesiąt metrów od pierwotnej siedziby.) Obecnie w historycznym budynku pierwszej kutnowskiej szkoły średniej mieści się Zespół Szkół Zawodowych Nr 2, noszący imię doktora Antoniego Troczewskiego. Stał na czele koła Towarzystwa Oświaty Narodowej w Kutnie.
Założył i przewodniczył m.in. Towarzystwu Dobroczynności, Towarzystwu Muzyczno – Dramatycznemu, Polskiej Macierzy Szkolnej, Towarzystwu Krajoznawczemu, Spółdzielni „Kutnowianka”, Towarzystwu Gimnastycznemu „Sokół”. Z jego inicjatywy założono „Tygodnik Kutnowski”, którego później był wieloletnim redaktorem i wydawcą. W 22 grudnia 1919 roku dr Troczewski otrzymał godność honorowego obywatela miasta Kutna. Był pełnomocnikiem Obywatelskiego Komitetu Wykonawczego Obrony Państwa i przewodniczącym Obywatelskiego Komitetu Obrony Państwa na powiat kutnowski w 1920 roku.
2 maja 1923 został odznaczony Krzyżem Oficerskim Orderu Odrodzenia Polski „za długoletnią i gorliwą pracę zawodową”.
Doktor zmarł 22 września 1928 roku. W uroczystościach pogrzebowych uczestniczyło kilka tysięcy osób, w tym również Roman Dmowski. Został pochowany na cmentarzu parafialnym w Kutnie.
Społeczny Komitet Opieki nad Cmentarzem Parafialnym w Kutnie przy TPZK, podjął się w roku 2013 przeprowadzenia konserwacji i restauracji pomnika grobowego Lubomiry i Antoniego Troczewskich. W realizację zadania oprócz mieszkańców regionu kutnowskiego, którzy podczas kwesty w dniu 1 listopada 2012 roku ofiarowali na ten cel 10.000 złotych, włączyły się inne stowarzyszenia: Okręgowa Izba Lekarska w Płocku, która wyasygnowała kwotę 2.500 zł na ten cel, a także Ochotnicza Straż Pożarna w Kutnie, która wyasygnowała kwotę 1.000 zł na ten cel. Prezydent Miasta Kutna Zbigniew Burzyński jako wsparcie realizacji zadania publicznego przeznaczył 10.000 złotych. 
10 listopada 2018 roku, w związku z Obchodami 100-lecia odzyskania niepodległości przez Polskę, władze miasta Kutna dokonały uroczystego odsłonięcia pomnika doktora Antoniego Troczewskiego przed odrestaurowaną siedzibą Urzędu Stanu Cywilnego w Kutnie, gdzie niegdyś mieszkał.

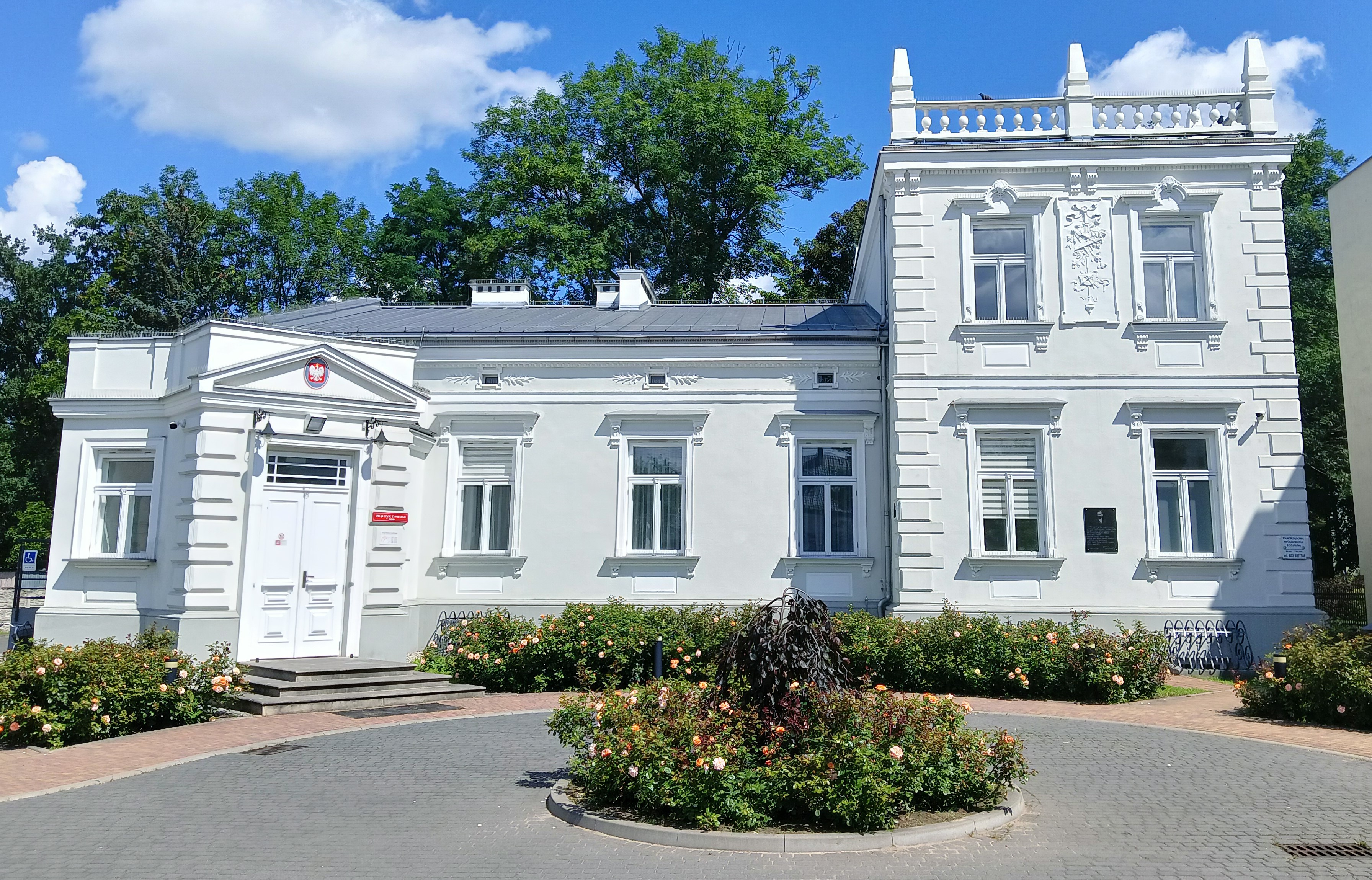
Willa Antoniego Troczewskiego w Kutnie (obecnie Urząd Stanu Cywilnego)
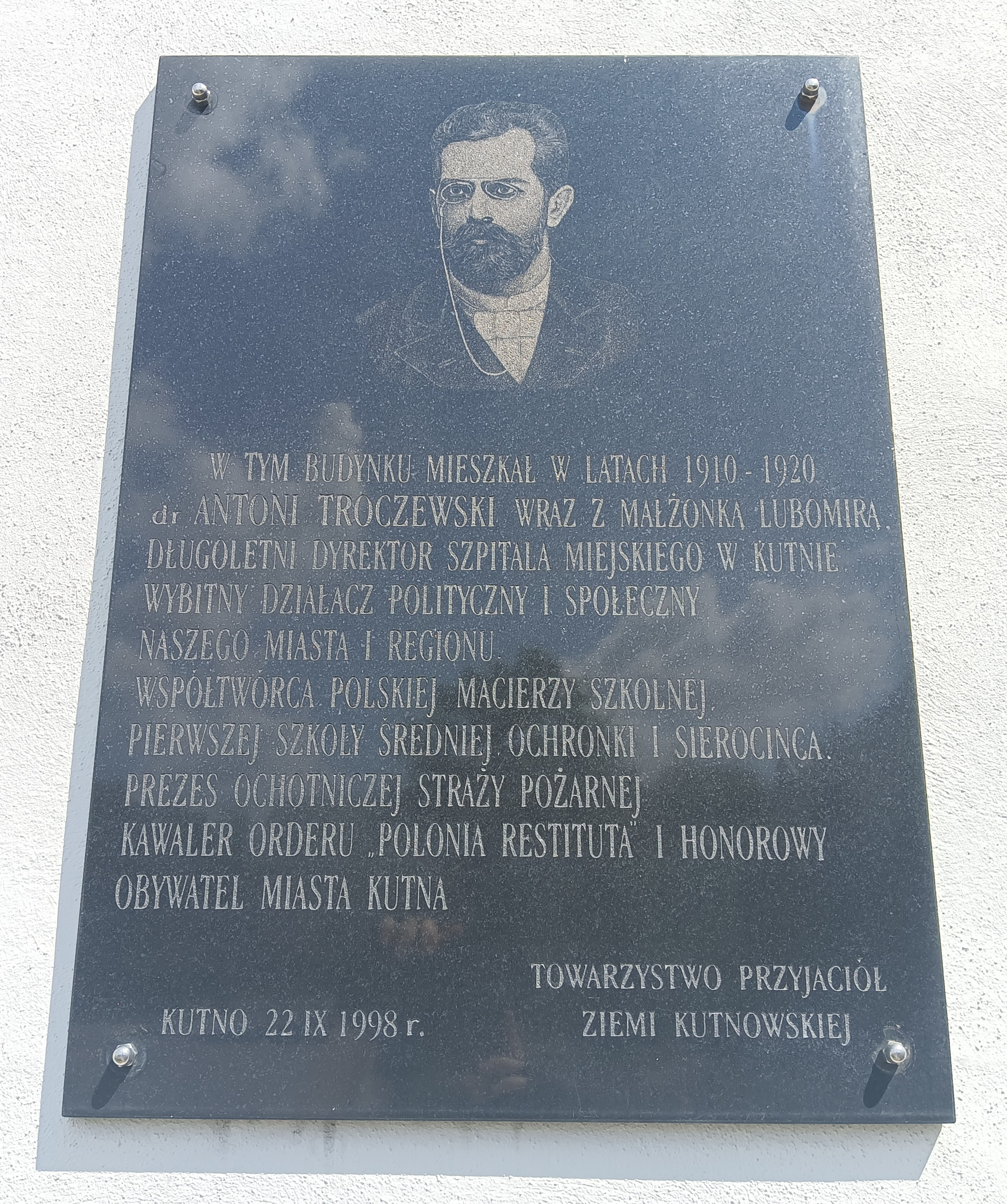
Tablica upamiętniająca Antoniego Troczewskiego na budynku USC w Kutnie
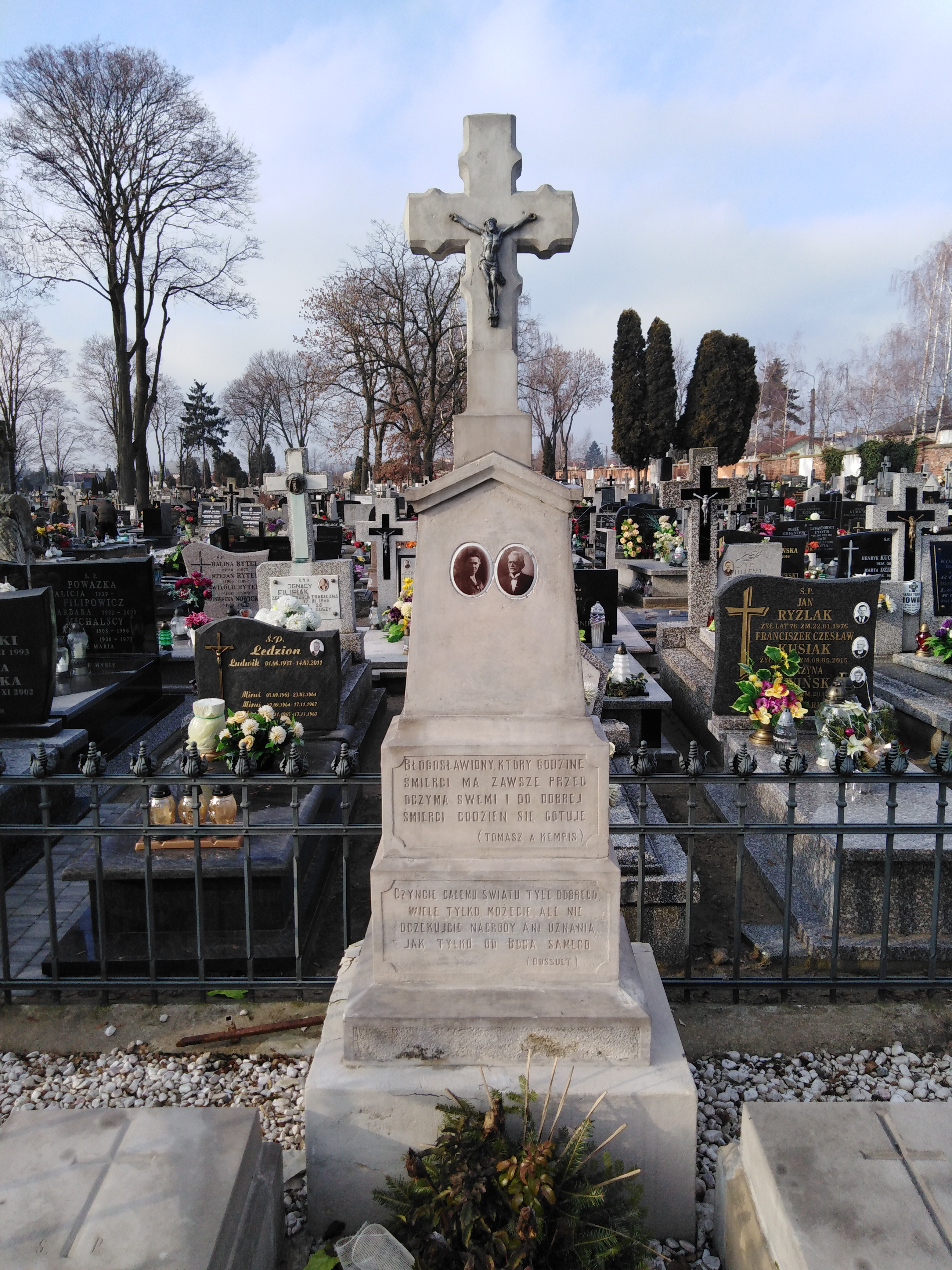
Nagrobek doktorstwa Troczewskich na cmentarzu parafialnym w Kutnie